# 持明院 (胎蔵曼荼羅)

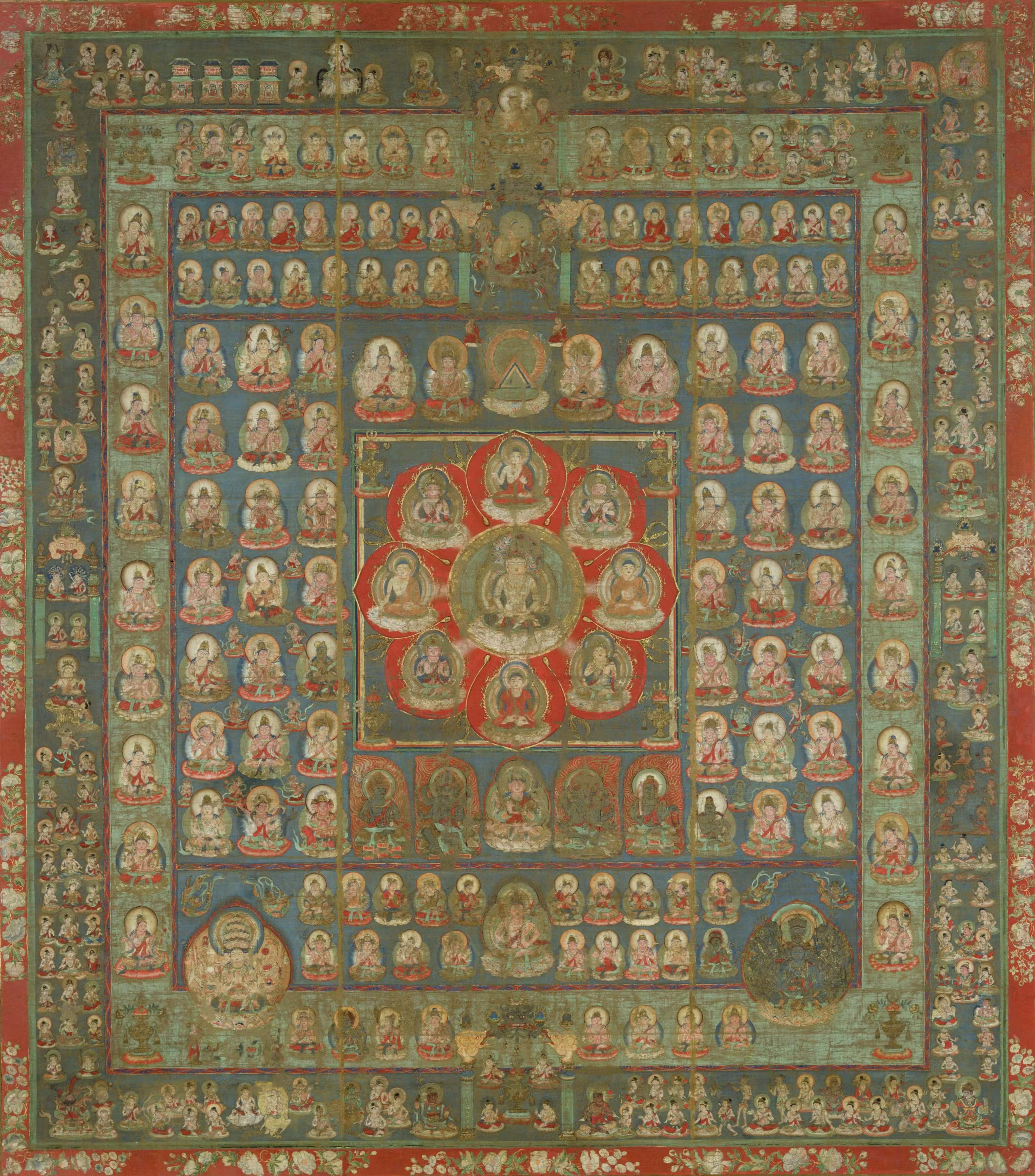
胎蔵曼荼羅

持明院（じみょういん）は両界曼荼羅の一つ胎蔵曼荼羅の中央下部（中台八葉院の下）に位置する区画（院）。
左から勝三世明王、閻曼徳迦菩薩（大威徳明王）、般若波羅蜜多菩薩（般若菩薩）、伐折囉吽迦囉金剛（降三世明王）、不動明王
の五尊のみが配置されるため、別名「五大院」とも呼ばれる。煩悩を克服する力を象徴している。